# Cesáreo Fernández Duro
Cesáreo Fernández Duro (Zamora, 25 de febrer de 1830 - 5 de juny de 1908) va ser un capità de navili de l'Armada Espanyola, escriptor, erudit i historiador.

## Biografia
Va iniciar els seus estudis a Zamora, traslladant-se a Cadis als 15 anys, on va continuar la seva formació a l'Escola Naval de San Fernando. En 1847 es va embarcar com guardiamarina a la fragata Isabel II, i durant tres anys va navegar per les Antilles. En 1851 va embarcar a la Villa de Bilbao i es va dirigir a les Filipines, on embarcat en el bergantí Ligero va prendre part en la "jornada de Joló". Pel seu valerós comportament, va rebre la creu de l'Orde de Sant Ferran. Va tornar a Espanya, i sent guardiamarina de primera va ser destinat a la Comissió Hidrogràfica de Canàries. Malgrat la seva edat i ocupació, va ser rebut com a membre d'honor en la Reial Acadèmia Canària de Belles Arts el 10 de novembre de 1852.
En 1853, va viatjar com a alferes de navili en la corbeta Ferrolana, amb la qual va navegar pel Mediterrani, la qual cosa li va permetre atracar en diversos ports de França i Itàlia. En 1857 va ser nomenat professor del Col·legi Naval, com a encarregat del text de Cosmografía.
En 1860 va prendre part en la campanya d'Àfrica al comandament del vapor Ferrolano, en la qual va ser condecorat amb la Creu de la Diadema Reial de Marina i l'ocupació de Comandant d'infanteria. Va tornar a les Antilles, per participar en l'expedició a Mèxic de Prim. Després d'estar destinat en la posta de l'Havana, va tornar a Madrid, al Ministeri de Marina. En 1869 i 1870 va passar destinat com a Secretari del Govern Superior de Cuba. Va tornar a Madrid on va participar en Congressos, va organitzar expedicions, com la que va investigar la situació de l'antiga possessió de Santa Cruz de la Mar Pequeña (Ifni), va efectuar estudis sobre Colom, els seus plets, la Santa María, els Galeons, així com obres d'Història, com la Història de l'Armada Espanyola, la de Castella i la de la ciutat de Zamora, entre d'altres. Va participar en l'estudi arqueològic sobre la caravel·la Santa María realitzat amb motiu de la cambra centenària del descobriment, i en la construcció d'una rèplica d'aquesta nau.
Va ser ajudant de camp d'Alfons XII. Pel seu prestigi, coneixements i experiència, va ser designat àrbitre en la determinació dels límits entre Colòmbia i Veneçuela. El 13 de març de 1881 va ingressar com a numerari en la Reial Acadèmia de la Història, llegint un discurs titulat Vida del ilustre marino Mateo de Laya, i en 1898 en fou nomenat secretari perpetu. Poc abans de morir, ja malalt de gravetat, va rebre el Premi al Mèrit de la Reial Acadèmia de la Història.
Va morir en la seva localitat natal de Zamora el 5 de juny de 1908. Per decret llei, es va ordenar el trasllat de les seves restes al Panteó de Marins Il·lustres, on van rebre sepultura el 14 de febrer de 1963.

## Obra

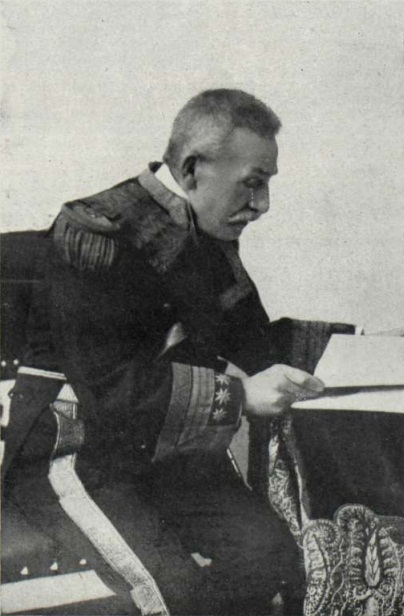
Cesáreo Fernández Duro.

Se li han de més de 400 publicacions entre llibres, monografies, informes i memòries, en particular sobre tres eixos temàtics: la història de la Marina espanyola, la conquesta d'Amèrica i la història de Zamora. Sobre aquest últim tema va compondre una Colección bibliográfico-biográfica de noticias referentes a la provincia de Zamora o materiales para su historia (Madrid: Manuel Tello, 1891), que fou premiada en 1876. L'obra es divideix en tres seccions: una bibliografia regional, o topobibliografia, de les obres que tracten de Zamora; una tipobibliografia sobre la impremta a Zamora i una biobibliografia dels personatges zamorans cèlebres. Quant als seus treballs sobre la història de la Marina espanyola, sobresurten la seva Historia de la Armada española desde la unión de Castilla y de Aragón (1895-1903) en nou volums i les Disquisiciones Náuticas (1876-1881) en sis, treballs encara no superats avui dia.
Les seves principals obres sónː
• Descripción del Panteón de Marinos Ilustres (1856)

• Colegio Naval Militar (1856)

• Problemas náuticos (1857)

• Guerra con los Estados Unidos (1857)

• Descripción de la nuevas cañoneras de hélice (1857)

• Descripción de algunos de los mecanismos inventados para tomar rizos a las gavias sin mandar la gente arriba (1859)

• Una comida de moros (1860)

• Nociones de Derecho Internacional Marítimo (1863)

• Memoria sobre el puerto, ciudad y fortificaciones de Mogador (1863)

• La cuestión del Perú (1865)

• Estudios sobre pesca (1865)

• Memoria sobre la Exposición Internacional de Artes y productos de pesca celebrada en Bergen (1866)

• Almadrabas (1866)

• Biografía del Excmo. Señor don Francisco Armero (1866)

• Naufragios de la Armada Española (1866) Disponible en Google books

• Tratado elemental de Cosmografía (1867) nueva edición de la escrita por Ciscar, ampliada y actualizada.

• Exposiciones internacionales de Pesca (1867)

• Cervantes Marino (1869) Disponble en google books

• Veinte cartas o artículos descriptivos de la Exposición de Viena (1871)

• Las armas humanitarias (1872)

• Treinta artículos descriptivos de la exposición Universal de Viena (1873)

• La Carta de Juan de la Cosa (1873)

• Las Carabelas (1874)

• Lombardas y otros tipos de pólvora (1874)

• Buques coraceros antiguos españoles (1874)

• Veinticuatro cartas acerca del viaje de S. M. el Rey (1877)

• El Hach Mohamed el Bagdagy (1877)

• Cronómetro Berthoud (1877)

• Exploración de una parte de la costa Noroeste de África (1878)

• Instrumentos que se guardan en el Museo Naval (1878)

• Venturas y desventuras (1878)

• Lago de Sanabria o de San Martín de Castañeda (1878)

• Apuntes biográficos del almirante Marqués de Rubalcaba (1879)

• Prólogo a la Historia de las exploraciones árticas de Novo y Colson (1879)

• Mateo de Laya, Almirante del siglo XVII (1881)

• Las joyas de Isabel la Católica, las naves de Cortés y el salto de Alvarado (1882)

• Anteproyecto de la Ley de Pesca fluvial (1882)

• Don Diego de Peñalosa y su descubrimiento del Reino de Quivira (1882) En wikisource

• Necrología de don Gonzalo de Murga y Mugartegui (1883)

• Colón y Pizarro (1883)

• Don Francisco Fernández de la Cueva, Duque de Alburquerque (1883) En wikisource

• Don Pedro Enríquez de Acevedo, Conde de Fuentes (1884)

• Fraseología novísima (1884)

• El puerto de los españoles en la isla Formosa (1884)

• Antigüedades en América Central (1884) 

• Colón y la Historia póstuma (1885) En Wikisource 

• El Gran Duque de Osuna y su Marina (1885) 

• Informe acerca del arte llamado Encesa (1885)

• La conquista de las Azores en 1583 (1886) 

• Colección de documentos inéditos relativos al descubrimiento, conquista y organización de las antiguas posesiones españolas en Ultramar (1886)

• Noticia breve de las cartas y planos existentes en la biblioteca particular de S. M. el Rey (1889)

• Nebulosa de Colón, según observaciones hechas en ambos mundos (1890) publicado con el seudónimo F. Hardt 

• De bota Dura (1890)

• ¿Es el centenario de Colón? (1890)

• Necrología. Don Francisco Javier de Salas (1890)

• El arte Naval (1890)

• Colección de escritores castellanos (1890)

• Colección bibliográfica-biográfica de noticias referentes a la provincia de Zamora o materiales para su historia (1890)en bibliotecadigital.jcyl.es

• Pinzón en el descubrimiento de las Indias (1891)

• Sociedad Colombina Onubense (1892)

• Primer viaje de Colón (1892)

• Bosquejo histórico del almirante don Diego de Eguía y Beaumont (1892)

• La nao Santa María, capitana de Colón en el descubrimiento de las Indias Occidentales (1892)

• Los Cabotos y Juan Sebastián (1893)

• Viajes regios por mar en el transcurso de quinientos años (1893) Disponible en google books

• La Marina del siglo XV en la Exposición histórica (1893)

• Españoles en Camboja y Siam, corriendo el siglo XVI (1893)

• La Marina de Castilla desde su origen y pugna con la de Inglaterra hasta la refundición en la Armada española (1893)

• La tapicería de Bayeux, en que están diseñadas naves del siglo XVI (1894)

• Hernán Tello Portocarrero y Manuel de Vega Cabeza de Vaca (1894)

• Relación breve de lo sucedido en el viaje que hizo Álvaro de Mendaña en la demanda de la Nueva Guinea (1895)

• Pedro Sarmiento de Gamboa el Navegante (1895)

• Efectos del corso 1897 (1898)

• Los orígenes de la Carta o Mapa geográfico de España (1899)

• El derecho a la ocupación de los territorios en la costa occidental de África en los años 1886 a 1891 (1900)

• La mujer española en Indias (1901) En Cervantes Virtual

• Don Juan Bautista Muñoz (1902)

• El último almirante de Castilla, don Juan Tomás Enríquez de Cabrera, Duque de Medina de Rioseco (1902)

• Viajes del infante don Pedro de Portugal en el siglo XV 1903 
En varios tomos
- Memorias históricas de la ciudad de Zamora
• Tomo I (1882)
• Tomo II (1882)
• Tomo III (1883)
• Tomo IV (1883)
- Disquisiciones náuticas
• Tomo I Conformación adorno y armamento de naves antiguas (1874)
• Tomo II La mar descrita por los mareantes (1877)
• Tomo III Navegaciones de los muertos y vanidades de los vivos (1878)
• Tomo IV Los ojos en el cielo (1879)
• Tomo V A la mar, madera (1880) Disponible en google books
• Tomo VI Arca de Noé (1880)
- La Armada Invencible
•Tomo I (1884) Tomo I en bibliotecadigital Est. Tipográfico de los sucesores de Rivadeneyra
• Tomo II (1885) Tomo I en bibliotecadigital Est. Tipográfico de los sucesores de Rivadeneyra
- Armada española desde la unión de los Reinos de Castilla y Aragón 
• Tomo I 1476-1559 (1894) Tomo I en la web de la Armada Española
• Tomo II 1515-1587 (1896) Tomo II en la web de la Armada Española
• Tomo III 1556-1621 (1896) Tomo III en la web de la Armada Española
• Tomo IV 1621-1652 (1898) Tomo IV en la web de la Armada Española
• Tomo V 1650-1700 (1898)Tomo V en la web de la Armada Española
• Tomo VI 1701-1758 (1900) Tomo VI en la web de la Armada Española
• Tomo VII 1759-1788 (1900) Tomo VII en la web de la Armada Española
• Tomo VIII 1789-1808 (1902) Tomo VIII en la web de la Armada Española
• Tomo IX 1808-1833 (1903) Tomo IX en la web de la Armada Española